# Coraly Zahonero
Coraly Zahonero est une comédienne, metteuse en scène et adaptatrice française née à Montpellier le 12 juin 1969. Elle est sociétaire de la Comédie-Française depuis 2000.

## Biographie
Après être allée au conservatoire de Montpellier, elle entre au Conservatoire national supérieur d'art dramatique de Paris en 1987 dans les classes de Jacques Sereys, Philippe Adrien, Stuart Seide. Elle joue ensuite dans plusieurs téléfilms et pièces de théâtre. Elle débute en 1986 sous la direction de Jean Négroni dans Roméo et Juliette de Shakespeare dans le rôle de Juliette.
Elle entre à la Comédie-Française le 1er novembre 1994 et en devient la 504e sociétaire le 1er janvier 2000.
Elle remporte en 1995, le prix Daniel-Sorano pour sa prestation dans La Double Inconstance. Elle est aussi connue pour ses rôles dans des séries télévisées comme Le Grand Patron, avec Francis Huster, ou R.I.S Police scientifique. Dans cette dernière série, elle interprète le docteur Alessandra Joffrin, la médecin-légiste de l'équipe. Coraly Zahonero joue également au cinéma.  Elle signe sa première mise en scène en 2006. 
Elle est chevalière des Arts et des Lettres depuis 2009 et présidente de l'association artistique et solidaire Le Chant des hommes.
En 2020 elle créé une série de podcast pour Charlie Hebdo.

## Distinctions
- Chevalière de l'ordre des Arts et des Lettres
- Officier de l'ordre des Arts et des Lettres

## Théâtre
- 1986 : Roméo et Juliette de William Shakespeare, mise en scène Jean Négroni
- 1986 : Brummell à Caen de Bernard Da Costa, mise en scène Paul-Émile Deiber, théâtre de Boulogne-Billancourt
- 1987 : Britannicus de Racine, mise en scène Jean Leuvrais, Carré Silvia-Monfort
- 1989 : Les Liaisons dangereuses de Christopher Hampton, mise en scène Gérard Vergez, théâtre Édouard-VII
- 1989 : Le Legs de Marivaux, mise en scène François Kergourlay, CNSAD
- 1990 : Les Mœurs du temps de Dominique Borg, CNSAD
- 1990 : Roméo et Juliette de William Shakespeare sur la musique de Berlioz (m.e.s. A. Arena) à l'Opéra-Comique
- 1991 : Tableau d'une exécution et Le Jardin d'agrément d'Howard Barker et Catherine Zambon, mise en scène Simone Amouyal, Petit Odéon
- 1991 : Eté et Fumée de Tennessee Williams, mise en scène Gilles Gleizes, théâtre de Rungis
- 1993 : Grand-peur et misère du IIIe Reich de Brecht, mise en scène Philippe Adrien, tournée
- 2011: Adaptation théâtrale et co-mise en scène avec Vicente Pradal de "Viento del pueblo" spectacle musical d'après la vie et l'œuvre de Miguel Hernández
- 2013 : Adaptation théâtrale, mise en scène et interprétation de "Grisélidis" d'après l'œuvre de Grisélidis Réal.
- 2019: Adaptation théâtrale et interprétation de "Viento del pueblo" d'après la vie et l'œuvre de Miguel Hernández avec Vicente Pradal
- 2021: Mise en scène de Tango Secret de Luis Rigou et Céline Bishop au Théâtre de l'Atelier

### Comédie-Française
- Entrée à la Comédie-Française le 1er novembre 1994
- Sociétaire le 1er janvier 2000
- 504e sociétaire
- 1995 : La Double Inconstance de Marivaux, mise en scène Jean-Pierre Miquel, théâtre du Vieux-Colombier, tournée
- 1995 : Mille Francs de récompense de Victor Hugo, mise en scène Jean-Paul Roussillon
- 1996 : Tite et Bérénice de Corneille, théâtre du Vieux-Colombier
- 1996 : L'Intervention de Victor Hugo, mise en scène Bénédicte Ardiley, Studio-Théâtre
- 1997 : Un mois à la campagne d'Ivan Tourgueniev, mise en scène Andreï Smirnoff
- 1998 : Chat en poche de Georges Feydeau, mise en scène Muriel Mayette, théâtre du Vieux-Colombier
- 1998 : Arcadia de Tom Stoppard, mise en scène Philippe Adrien, théâtre du Vieux-Colombier
- 1999 : Le Revizor de Nicolas Gogol, mise en scène Jean-Louis Benoît
- 1999 : La Maison des cœurs brisés de George Bernard Shaw, mise en scène Michel Dubois
- 1999 : L'École des maris de Molière, mise en scène Thierry Hancisse
- 2001 : Un, deux, trois ! et Dent pour dent de Ferenc Molnár, mise en lecture Jean-Loup Rivière, Studio-Théâtre
- 2001 : Jeudis festifs de Katalin Thuróczy, mise en lecture Jacques Connort, Studio-Théâtre
- 2001 : Helga la folle de László Darvasi, mise en lecture Balázs Géra, Studio-Théâtre
- 2001-2002 : Le Marchand de Venise de William Shakespeare, mise en scène Andrei Serban
- 2002 : Courteline au Grand-Guignol de Georges Courteline, mise en scène Nicolas Lormeau, Studio-Théâtre
- 2002 : Un jour de légende - Les Temps modernes de Victor Hugo d'après La Légende des siècles, poèmes lus à plusieurs voix
- 2003 : Un auteur, un acteur : Rilke, lecture-spectacle, Studio-Théâtre
- 2003-2004 : La Nuit des rois de William Shakespeare, mise en scène Andrzej Seweryn
- 2003-2004 : Bouli Miro de Fabrice Melquiot, mise en scène Christian Gonon, Studio-Théâtre
- 2004 : Gengis parmi les Pygmées de Gregory Motton, mise en scène Thierry de Peretti, théâtre du Vieux-Colombier
- 2004-2005 : Les Fables de La Fontaine, mise en scène Bob Wilson
- 2004 : Le Menteur de Corneille, mise en scène Jean-Louis Benoît
- 2005 : Les Bacchantes d'Euripide, mise en scène André Wilms
- 2006 : Le Menteur de Corneille, mise en scène Jean-Louis Benoît
- 2006 : Griefs d'Ingmar Bergman, Henrik Ibsen, August Strindberg, mise en scène Anne Kessler, Studio-Théâtre
- 2006 : L'Inattendu de Fabrice Melquiot, mise en scène et interprétation sous l'œil de Thierry Hancisse, Studio-Théâtre
- 2006-2007 : Pedro et le Commandeur de Lope de Vega, mise en scène Omar Porras
- 2007 : Les Fables de La Fontaine, mise en scène Bob Wilson
- 2008 : Yerma de Federico García Lorca, mise en scène Vicente Pradal, théâtre du Vieux-Colombier : Yerma
- 2009 : La Grande Magie d'Eduardo De Filippo, mise en scène Dan Jemmett
- 2009 : Il Campiello de Carlo Goldoni, mise en scène Jacques Lassalle
- 2010 : Paroles, pas de rôle/Vaudeville, mise en scène Peter Van Den Eede, Matthias de Koning, Damiaan de Schrijver, théâtre du Vieux-Colombier
- 2010-2011 : Les Trois Sœurs d'Anton Tchekhov, mise en scène Alain Françon
- 2010 : La Grande Magie d'Eduardo De Filippo, mise en scène Dan Jemmett
- 2012 : Un chapeau de paille d'Italie d'Eugène Labiche, mise en scène Giorgio Barberio Corsetti
- 2013-2015 : Un fil à la patte de Georges Feydeau mise en scène Jérôme Deschamps
- 2013 : Carte Blanche au théâtre du Vieux Colombier : "Grisélidis"
- 2013 : Psyché de Molière mise en scène Véronique Vella
- 2014 : Oblomov d'Ivan Gontcharov mise en scène Volodia Serre
- 2015 : La maison de Bernarda Alba de F.G. Lorca mise en scène Lilo Baur
- 2015: Les rustres de Goldoni mis en scène Jean-Louis Benoit
- 2016 : La Mer d'Edward Bond, mise en scène Alain Françon, Salle Richelieu
- 2017 et 2019 : L'Hôtel du libre échange de Georges Feydeau, mise en scène Isabelle Nanty, Salle Richelieu
- 2019-2020 : Le Malade imaginaire de Molière, d'après la mise en scène de Claude Stratz, tournée et théâtre Marigny
- 2020 : Hors la loi de Pauline Bureau, mise en scène de l'auteur, théâtre du Vieux-Colombier
- 2020-2021 : elle dirige L'École des femmes de Molière et La Mouette de Tchekhov pour Théâtre à la table
- 2022 : Le Malade imaginaire de Molière, mise en scène Claude Stratz, Salle Richelieu
- 7 minutes de Stefano Massini mise en scène Maëlle Poésy- Tournée en France
- 2023: La ballade de Souchon mise en scène par Françoise Gillard au Studio-Théâtre
- Théorème-Je me sens un cœur à aimer toute la terre d'Amine Adjina mise en scène par Amine Adjina et Emilie Prévosteau au Théâtre du Vieux-Colombier
- 2024 : Six Personnages en quête d'auteur de Luigi Pirandello, mise en scène Marina Hands, théâtre du Vieux-Colombier
- 2024 : Le Soulier de satin de Paul Claudel, mise en scène Éric Ruf, Salle Richelieu

## Mise en scène et adaptation théâtrale
- 2006 : L'Inattendu de Fabrice Melquiot au Studio-Théâtre de la Comédie-Française.
- 2011 : adaptation théâtrale et mise en scène avec Vicente Pradal de Viento del pueblo, spectacle musical d'après la vie et l'œuvre de Miguel Hernandez. Création au théâtre National de Narbonne et au TNT de Toulouse.
- 2013 : adaptation théâtrale, mise en scène  et interprétation de Grisélidis d'après l'œuvre de Grisélidis Réal. Créé à Genève au Théâtre de la cité bleue. Repris dans la série des Singulis du Studio Théâtre de la Comédie-Française et au Festival d'Avignon en 2016.
- 2015 : collaboration à la mise en scène de Medianoche spectacle musical de Vicente Pradal (Création Odyssud Blagnac et théâtre national de Narbonne).
- 2019 : adaptation théâtrale avec Vicente Pradal d'une version en duo de Viento del pueblo d'après la vie et l'œuvre de Miguel Hernandez, créé à la maison de la poésie de Carcassonne.
- 2019 : mise en scène avec Vicente Pradal de Tango Secret, spectacle musical créé à Noisiel et joué au Théatre de l'Atelier à Paris en 2021.

## Filmographie
- 1989 : Série "Le voyageur" (the hitchhikker), épisode "La Miraculée" (The Miracle of Alice Ames) : Alice
- 1990 : Stirn et Stern de Peter Kassovitz : Odile
- 1991 : Riens du tout de Cédric Klapisch : Véronique
- 1992 : Les Cordier, juge et flic, épisode Combinaison mortelle : Irène Dechelette
- 1993 : Chacun cherche son chat de Cédric Klapisch
- 1994 : Nelly et Monsieur Arnaud de Claude Sautet : Marianne
- 1996 : Les Cordier, juge et flic (refaire sa vie) : Sophie Becker
- 1996 : Un Amour impossible : Juliette Clairant
- 2000 - 2003 : Le Grand Patron : Raphaëlle Darget
- 2005-2014 : R.I.S Police scientifique : Dr Alessandra Joffrin
- 2005 : La cloche a sonné : Yolaine réal. Bruno Herbulot
- 2005 : Joséphine, ange gardien : Sophie de Valembrais, sœur d'Axel
- 2008 : Avalanche de Jörg Lühdorff (TV) : Hélène
- 2015 : Pierre Brossolette ou les passagers de la lune de Coline Serreau (TV) : Yvonne de Gaulle
- 2015 : Les Trois Sœurs de Valeria Bruni Tedeschi (TV) : Natalia
- 2017 : La Vie devant elles (saison 2) de Gabriel Aghion : Emma Pourtis
- 2017 : Loue-moi ! de Coline Assous et Virginie Schwartz : Valérie
- 2018: Cassandre saison 3 épisode 2 (TV)
- 2019 : Nina, saison 5 épisodes 9 et 10 : Diane (TV)
- 2022 : Tu choisiras la vie de Stéphane Freiss : Rivka Zelnik

## Doublage et voix
- Drew Barrymore dans :
  - Avec ou sans hommes (1995) : Holly Pulchik-Lincoln
  - Le Come-Back (2005) : Sophie Fisher
  - Lucky You (2006) : Billie Offer
  - Trop loin pour toi (2010) : Erin Rankin Langford
- 1994 : Les Quatre Filles du docteur March : Amy March adulte (Samantha Mathis)
- 1994 : Freddy sort de la nuit : Julie (Tracy Middendorf)
- 1997 : City of Crime : Rachel Montana (Famke Janssen)
- 1998 : Le Témoin du mal : Gretta Milano (Embeth Davidtz)
- 2002 : Dragon rouge : Molly Graham (Mary-Louise Parker)
- 2004 : Rochester, le dernier des libertins : Elizabeth Barry (Samantha Morton)
- 2018: Livre-audio pour Gallimard Le train d'Erlingen ou la métamorphose de Dieu de Boualem Sansal
- 2019: Livre-audio pour Galimard L'amour harcelant d'Elena Ferrante
- 2020: Livre-audio pour Gallimard "La virevolte" de Nancy Huston.

2021.: Livre-audio pour Gallimard "La définition du bonheur" de Catherine Cusset 
2022 : Livre-audio "Feu" de Maria Pourchet
- De nombreuses voix-off pour des documentaires Alan Turing projet Enigma

(2016) -Barbra Streisand naissance d'une diva (2017)- Cary Grant de l'autre côté du miroir (2017)- Jean-Pierre Melville le dernier des samouraïs (2020)
"l'histoire oubliée des femmes au foyer" 
(2021)-Arte '
'Milan Kundera (2022)-Arte